# 아르테즈 예술대학교
아르테즈 예술대학교{네덜란드어: ArtEZ hogeschool voor de kunsten)는 네덜란드의 예술 학교이다. 아른험, 엔스헤데, 즈볼러 세 곳에 캠퍼스를 두고 있다. 이름의 ArtEZ는 교직원이었던 프리츠 페레스의 제안으로 각 도시의 머리글자를 합친 것이다.
널리 알려진 졸업생으로 패션 디자이너 아이리스 반 헤르펜과 산업디자이너 마르셀 반더스가 있다.

## 역사
1926년 생겨난 아른험 실용예술 학교를 모태로 삼고 있다. 이후 네덜란드 동부 지방의 아른험, 캄펜, 즈볼러, 엔스헤데의 여러 예술 학교를 흡수해 2002년 아르테즈 예술대학교가 되었다. 흡수된 학교에는 콘스탄틴 하위헌스 예술 아카데미와 크리스천 시각 예술 학교 등이 있다.

## 교육 과정

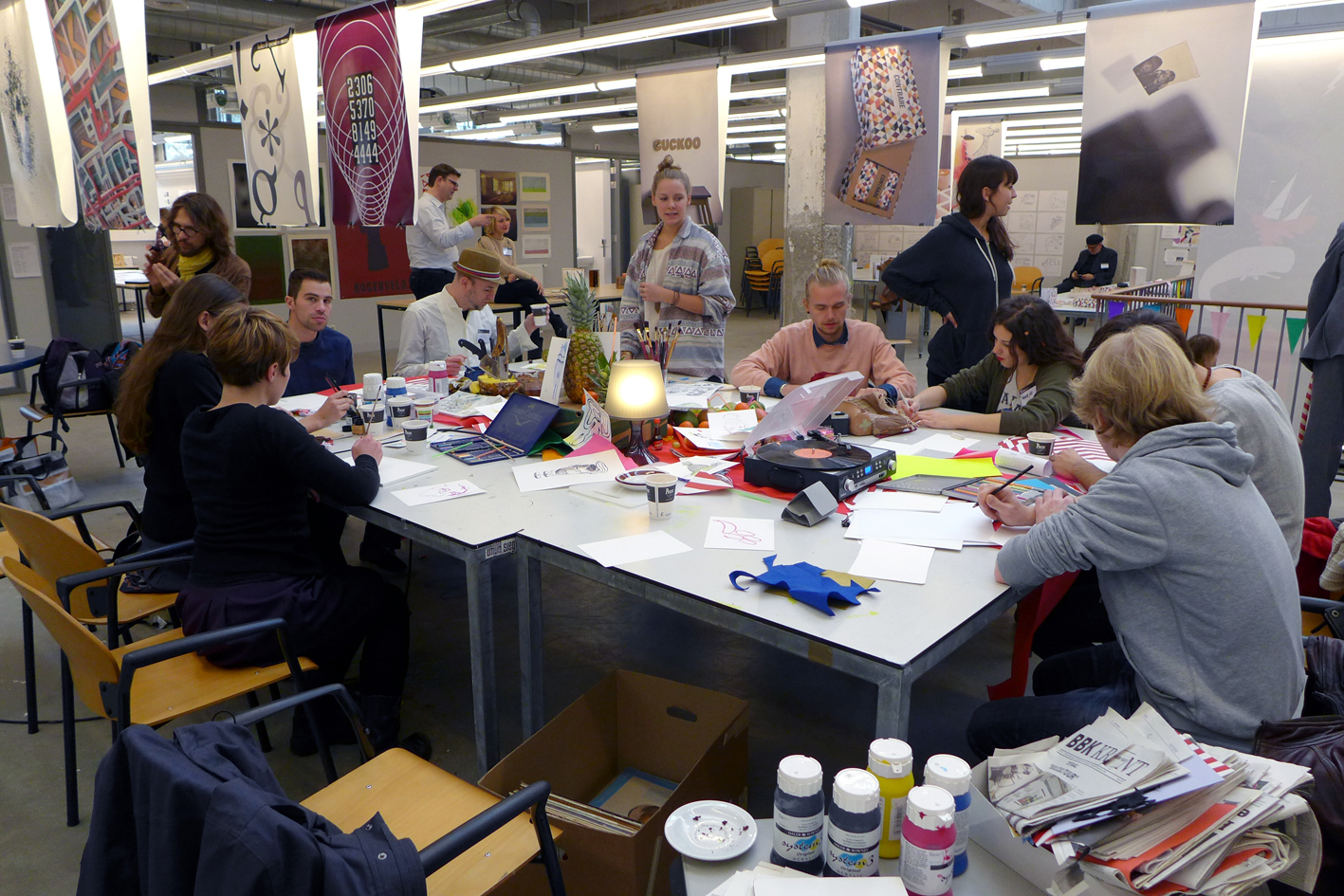
작업에 몰두하는 아른험 캠퍼스 학생들

세 곳의 캠퍼스에서 다음과 같은 과목을 가르친다.
- 아른험 캠퍼스: 패션 디자인, 시각 디자인, 제품 디자인, 순수미술, 음악, 창의적 글쓰기, 무용, 연극, 건축, 인테리어, 미술 교육, 인터랙션 디자인
- 엔스헤데 캠퍼스: 시각디자인, 순수미술, 영상, 음악, 미술 교육
- 즈볼러 캠퍼스: 시각 디자인, 음악, 건축, 인테리어, 미술 교육

## ArtEZ 출판부
ArtEZ 출판부(ArtEZ Press)는 아르테즈 예술대학교가 운영하는 출판사다. 2005년에 설립되었으며 건축, 시각 예술, 무용, 인테리어 디자인, 미술 교육, 패션, 음악 및 음악 치료, 제품 디자인, 극장, 디자인 및 예술 이론 분야의 서적을 출판해왔다. 작가, 예술가, 디자이너 및 연구원으로 이뤄진 국제적인 저자 네트워크를 구축 중이다. 지금까지 90권이 넘는 책을 만들었다.

## 주해
1. ↑  아른험의 A, 엔스헤데의 E, 즈볼러의 Z.